# Westfield Sportscars
La Westfield Sportscars è un'azienda automobilistica inglese che produce diversi modelli roadster biposto sportive, tali vetture sono disponibili anche in kit di montaggio. Il loro prodotto di punta è un'autovettura ispirata alla Lotus Seven.

## Storia
Quando la Caterham Cars comprò i diritti per la produzione della Seven alla Lotus, Chris Smith mise in piedi una compagnia rivale e cominciò a produrre kit di montaggio simili. Questo portò a un contenzioso tra le due case che venne risolto fuori dai tribunali con un cambio da parte di Westfield di alcuni particolari costruttivi dei suoi prodotti; questi rimasero pressoché invariati se non per alcuni dettagli: Westfield preferì impiegare fibra di vetro per la realizzazione delle carene, come da tradizione classica Lotus, a differenza di Caterham che continuò con l'utilizzo invece dell'alluminio.
La Westfield fu anche pioniera nel campo delle innovazioni tecniche sperimentando sospensioni indipendenti al posteriore e un telaio più largo.
Stando ai dati comunicati alla rivista Total Kit Car, Westfield produce circa 450 telai ogni anno.
Nel dicembre 2006, Westfield è diventata parte di Potenza Sports Cars.

## Le vetture

### XTR4
La XTR4 è uno sport-prototipo presentato nel 2005 per sostituire la precedente XTR2; prodotto nello stabilimento di Kingswinford West Midlands monta un propulsore Audi 1.8 DOHC Turbo che eroga 195 CV. Tale motore permette alla vettura di passare da 0 a 100 km/h in 3,2 secondi, con una velocità massima stimata di 160 mph.
Rispetto alla XTR2, la XTR4 ha un abitacolo più ampio e presenta delle variazioni per quanto riguarda la parte posteriore della vettura, dotata un nuovo alettone posteriore, di un nuovo cofano motore e di un nuovo roll bar. Il cambio è sequenziale a 6 marce.
Monta freni a disco su tutte le ruote, e le sospensioni sono indipendenti con ammortizzatori regolabili.

### Megabusa
La Westfield Megabusa è una kit car barchetta derivata dalla Lotus Seven. Il propulsore da 1299 cm³ è di tipo motociclistico ed è derivato dalla Suzuki Hayabusa. Esso viene gestito da un cambio sequenziale a sei rapporti. Numerose componenti della carrozzeria, come il parabrezza o gli sportelli, sono stati eliminati per migliorare l'aerodinamica ed abbassare il peso complessivo del mezzo. Con questa configurazione la vettura è in grado di accelerare da 0 a 100 km/h in 3,2 secondi.

## Altri modelli
- FW400
- Megablade
- SE

- SEi & Sport
- SEiGHT
- SDV
- Sport Turbo

- XTR2
- XI

## Prototipi, concept e vetture da pista
- TRZ
- Topaz
- AeroSport
- AeroRace